# Souvenirs et Réflexions
Souvenirs et Réflexions est un ouvrage publié en 1974 par les enfants de Mel Bonis et qui rassemble les souvenirs et les réflexions de la compositrice.

## Historique
Souvenirs et Réflexions fait suite à un précédent travail littéraire, un fascicule d'une quinzaine de pages fait par les descendants de Mel Bonis. Dans ce fascicule se trouve un extrait de ce que l'on retrouve dans l'ouvrage final ainsi qu'une phrase de présentation :

« Après la mort de Mel Bonis, ses enfants ont retrouvé des cahiers ou notes éparses, une série de pensées, historiettes, réflexions, etc. qui sont autant de témoignages de son imagination, son cœur exquis et son exceptionnelle grandeur d'âme . »

L'ouvrage doit probablement beaucoup à Jeanne Brochot, née Domange, qui présente l'ouvrage. Cependant, aucun manuscrit ne subsiste. C'est Christine Géliot qui date l'ouvrage de 1974. Le livre comporte quatre sections :
1. Souvenirs et anecdotes
2. La Musique, les arts et les choses de l'esprit
3. L'art de vivre
4. Méditations, oraisons

La date la plus ancienne apparaissant dans l'ouvrage est celle du 8 février 1897 ; elle apparaît dans un des mots d'enfants, qui a dû être transcrit de suite et daté de ce moment là. Les autres dates concernant Jeanine « Ninine » Brochot sont celles de février 1925 et mars 1926. D'autres dates précises jalonnent l'ouvrage : juin 1914, avril 1926. Certaines indications temporelles sont relatives, probablement de la main de Mel Bonis.
Une hypothèse sur le début de l'écriture de ces réflexions est celui de la mise en location de l'appartement familial boulevard Berthier pour s'installer à Sarcelles. Cette hypothèse est renforcée par le fait que la date de 1931, date du déménagement, apparaît pas moins de trois fois. D'autres dates sont à voir soit par le prisme d'événements personnels, soit par celui de circonstances politiques, comme la mention du 16 avril 1935 et la réflexion sur Adolf Hitler.

## Analyses et commentaires
Dans son ouvrage, la compositrice se présente comme chrétienne qui s'écoute, dans une position d'auto-hospitalité. Mel Bonis part aussi en croisade contre l'égoïsme dont fait preuve la société de son époque et qui ne se combat que par un plein dévouement à l'autre. Elle va même jusqu'à la vindicte dès lors qu'il s'agit de certains sujets actuels : le port du corset, le procès de Mme Steinheil, la misogynie masculine, la prostitution... De même, elle s'indigne de la mode de son époque, comparant alors la femme à une poupée. La compositrice se penche aussi sur l'art et la banalité dans ce domaine. Elle porte cependant un regard compatissant sur l'humanité, promettant aux femmes plus défavorisées qu'elle un après la vie prodigue. L'être humain et ses souffrances sont au cœur des écrits de la compositrice. Il n'en reste pas moins qu'elle possède une vision relativement manichéenne de la condition humaine, tout en plaçant Dieu et la religion chrétienne en bonne place.

### Souvenirs et anecdotes
Cette partie est celle qui comporte le plus de sous-titres et présente des réminiscences du passé ainsi que des faits divers empruntés à plusieurs périodes de la vie de la compositrice. Il comporte également un encadré portant une morale sur l'enfance, précédant la série des mots d'enfants.

### La Musique, les arts et les choses de l'esprit
La deuxième partie est, malgré l'intérêt qu'apporte son titre, l'une des plus courtes. Mel Bonis écrit notamment :

« Je voudrais pouvoir décrire l’état d’âme à la fois si angoissant, torturant et délicieux où me plonge la musique, celle que j’aime. Je devrais pouvoir le faire. J’ai tant éprouvé cette sensation aiguë jusqu’à la douleur, même tout enfant (je pourrais dire, surtout étant enfant). C’était comme une agonie d’aspirations vers le bonheur, une tension de tout (mon ?) être sensible, cordial, vers une chose qui nous sourit et se dérobe à la fois »

.

### L'art de vivre
De même que la section précédente, cette partie est la plus courte, avec seulement une dizaine de pages. Elle consiste en une juxtaposition de paragraphes de longueurs variées et ne porte que deux sous-titres identifiables. Cette partie porte une réflexion sur la société contemporaine de la compositrice.

### Méditations, oraisons
La dernière partie de l'ouvrage est aussi la plus importante, comportant nombre de références. Selon Sylvie Douche, le terme d'oraison serait à comprendre au sens d'ensemble de prières silencieuses envers Dieu.

## Édition
- Souvenirs et Réflexions, Évian-les-Bains, Les éditions du Nant d'Enfer, 1974    (Wikisource)